# مرد جوان و موبی دیک
مرد جوان و موبی دیک (انگلیسی: The Young Man and Moby Dick) یک فیلم درام به کارگردانی یارومیل ییرش است که در سال ۱۹۷۹ منتشر شد و در یازدهمین دورهٔ جشنواره بین‌المللی فیلم مسکو به نمایش درآمد. از بازیگران آن می‌توان به یانا بریخووا، نادیا کنوالینکووا، کارل هژمانک، زلاتا آداموفسکووا و لنکا ترمرووا اشاره کرد.